# Randi Miller
Randi Miller (n. 3 noiembrie 1983, Texas, SUA) este o luptătoare ce a reprezentat Statele Unite ale Americii, medaliată olimpică. A participat la o ediție a Jocurilor Olimpice (2008) în care a câștigat o medalie de bronz.

## Participări
Lista de mai jos prezintă principalele competiții la care a participat Randi Miller de-a lungul carierei.
- wrestling at the 2008 Summer Olympics – women's freestyle 63 kg[*]